# Стефании
Стефании (лат. Stefania) — род бесхвостых земноводных из семейства Hemiphractidae.

## Классификация
На ноябрь 2018 года в род включают 19 видов:
- Stefania ackawaio MacCulloch & Lathrop, 2002
- Stefania ayangannae MacCulloch & Lathrop, 2002
- Stefania breweri Barrio-Amorós & Fuentes-Ramos, 2003
- Stefania coxi MacCulloch & Lathrop, 2002
- Stefania evansi (Boulenger, 1904) — Квакша Эванса, или яйценосная стефания
- Stefania ginesi Rivero, 1968 — Бугорчатая стефания
- Stefania goini Rivero, 1968 — Исполинская стефания
- Stefania marahuaquensis (Rivero, 1961) — Пятнисто-бурая стефания
- Stefania neblinae Carvalho, MacCulloch, Bonora & Vogt, 2010
- Stefania oculosa Señaris, Ayarzagüena & Gorzula, 1997
- Stefania percristata Señaris, Ayarzagüena & Gorzula, 1997
- Stefania riae Duellman & Hoogmoed, 1984 — Венесуэльская стефания
- Stefania riveroi Señaris, Ayarzagüena & Gorzula, 1997
- Stefania roraimae Duellman & Hoogmoed, 1984 — Гвианская стефания
- Stefania satelles Señaris, Ayarzagüena & Gorzula, 1997
- Stefania scalae Rivero, 1970
- Stefania schuberti Señaris, Ayarzagüena & Gorzula, 1997
- Stefania tamacuarina Myers & Donnelly, 1997
- Stefania woodleyi Rivero, 1968 — Сетчатая стефания